# Eishockey in Zweibrücken
Eishockey wird im pfälzischen Zweibrücken seit den 1950er Jahren gespielt. Derzeit spielt der EHC Zweibrücken Hornets in der Baden-Württemberg-Liga. Der HC Zweibrücken spielte in den 1980ern zwei Jahre in der Oberliga.

## Geschichte
Der Eishockeysport kam über die in Zweibrücken stationierten Soldaten der Royal Canadian Air Force in die Stadt Zweibrücken. Vor allem das Engagement von W/C John Gellner, C/O Chester Hull, F/O Bud White und des Flying Officers Peter Kyle Cunningham aus Ottawa ist es zu verdanken, dass bis heute Eishocken in Zweibrücken gespielt wird. Der eigentliche Gedanke kam aus dem kanadischen Hauptquartier in Metz (1 Air Division Europe Headquarters) und bestand darin, etwas für die Verständigung der RCAF und der deutschen Gastnation zu schaffen, was beide Parteien etwas näher zusammenbringen sollte. Im Januar 1956 wurde endlich das Eisstadion, die "Peter Cunningham Memorial Arena" auf der Basis des 3. Jagdgeschwaders der Royal Canadian Air Force eröffnet. Sie war die Heimat-Spielstätte der RCAF Flyers Europe und später der 3 Wing Flyers. Zuvor wurden die Heimspiele im Prinzregentenstadion in München ausgetragen, das Dr. Krantz, einem bekannten Münchener Architekten, gehörte. Krantz war auch einige Jahre Sponsor des Teams, bis ihn finanzielle Probleme zur Aufgabe seiner Unterstützung zwangen. Jedoch konnte F/O Peter Cunningham nicht mehr die Höhepunkte miterleben, die die RCAF Flyers während der Jahre erlebten. Er starb am 1. August 1954 bei einem Übungsflug als zwei F-86 Sabre der 434 Squadron des 3. Wings Zweibrücken über Mackviller (Lothringen) sich berührten und abstürzten. Die RCAF Flyers Europa spielten in der damals höchsten deutschen Spielklasse und auch international machten sie sich einen Namen. Mannschaften aus den Niederlanden, Frankreich, Norwegen, Schweden, Finnland, Österreich, der Schweiz, Italien, den USA und aus Kanada hatten sich mit den "Flyers", wie sie im Volksmund genannt wurden, im Spiel gemessen. Wenn Weltmeisterschaften in Europa anstanden, trugen die Nationalmannschaften der USA und Kanada in Zweibrücken ihre Freundschaftsspiele und Testspiele aus, bevor sie weiter zur Weltmeisterschaft reisten.
Die Zweibrücker EG spielte 1971/72 in der damals drittklassigen Regionalliga. Heute sind im ZEG nur noch Eishockey-Schiedsrichter organisiert.

## HC Zweibrücken Flyers
Der HC Zweibrücken spielte von 1975 bis 1983 bis 1985 in der Oberliga und qualifizierte sich jeweils für die Relegation mit der 2. Bundesliga. Der Verein übernahm sich dabei finanziell und stellte den Spielbetrieb ein. Heute stellt der HCZ nur noch eine Hobbymannschaft.
| Saison  | Liga                  | Platz                            |
| ------- | --------------------- | -------------------------------- |
| 1975/76 | Regionalliga West     | 4., Endrunde 4.                  |
| 1976/77 | Regionalliga West     | 5.                               |
| 1977/78 | Regionalliga West     | 3.                               |
| 1980/81 | Regionalliga Süd-West | Vizemeister                      |
| 1981/82 | Regionalliga Süd-West | 4. Platz                         |
| 1982/83 | Regionalliga Süd-West | Vizemeister Aufstieg             |
| 1983/84 | Oberliga Nord         | 3. Platz / Quali 2. BL 6. Platz  |
| 1984/85 | Oberliga Nord         | 5. Platz / Quali 2. BL 10. Platz |
| 1985/86 | Oberliga Nord         | Rückzug                          |

## EHC Zweibrücken Hornets
Der EHC Zweibrücken wurde 1987 gegründet. Das Stadion ging 1992 an die Stadt und später an einen privaten Betreiber. Der Verein spielt seitdem überwiegend in der Regionalliga, wobei er seit 2002 am Ligaspielbetrieb in Baden-Württemberg teilnimmt.
Die Spielstätte ist die Zweibrücker ICE-ARENA.
Die 1. Mannschaft spielt derzeit (2017) in der vierthöchsten Spielklasse, der Regionalliga Süd-West. Die Hornets wurden in der Saison 2016/17, nach dem Finale gegen die Eisbären Heilbronn, zum ersten Mal Meister der Regionalliga Süd-West.
Die 2. Mannschaft nimmt an der – fünftklassigen – Landesliga Baden-Württemberg und an der Rheinland-Pfalz-Liga teil. Im Nachwuchs des EHCZ nehmen die Nachwuchsmannschaften von der Altersklasse U8 bis zur Jugend am Spielbetrieb im Bereich von Rheinland-Pfalz bzw. Baden-Württemberg teil. Dazu existiert unter dem Dach des EHCZ die hobbymäßig organisierte Mannschaft der Kaltstart Flyers.

### 1. Mannschaft
| Saison    | Liga                                              | Platz             |
| --------- | ------------------------------------------------- | ----------------- |
| 1987/88   | Landesliga Rheinland-Pfalz                        |                   |
| 1988/89   | Landesliga Rheinland-Pfalz                        | Aufstieg          |
| 1989/90   | Regionalliga Mitte                                | 8.                |
| 1990/91   | Regionalliga Mitte                                | Vizemeister       |
| 1991/92   | Regionalliga Mitte                                | 3.                |
| 1992/93   | Regionalliga Nord                                 | 13.               |
| 1993/94   | Regionalliga Nord                                 | 14.               |
| 1994/95   | 2. Liga Nord                                      | 11.               |
| 1995/96   | 2. Liga Nord                                      | 11. / Abstieg     |
| 1996/97   |                                                   |                   |
| 1997/98   |                                                   |                   |
| 1998/99   |                                                   |                   |
| 1999/2000 | Regionalliga Hessen-Rheinland-Pfalz               | Vizemeister       |
| 2000/01   | Regionalliga Hessen-Rheinland-Pfalz               | Vizemeister       |
| 2001/02   | Rheinland-Pfalz-Liga Landesliga Baden-Württemberg |                   |
| 2002/03   | Baden-Württemberg-Liga (4. Liga)                  | 5.                |
| 2003/04   | Baden-Württemberg-Liga (4. Liga)                  | 7. / PO 5.        |
| 2004/05   | Baden-Württemberg-Liga (4. Liga)                  | 7.                |
| 2005/06   | Baden-Württemberg-Liga (4. Liga)                  | Vizemeister       |
| 2006/07   | Baden-Württemberg-Liga (4. Liga)                  | 5.                |
| 2007/08   | Regionalliga Süd-West                             | 6.                |
| 2008/09   | Regionalliga Süd-West                             | 6.                |
| 2009/10   | Regionalliga Süd-West                             | 9.                |
| 2010/11   | Regionalliga Süd-West                             | 6.                |
| 2011/12   | Regionalliga Süd-West                             | 7.                |
| 2012/13   | Regionalliga Süd-West                             | 6.                |
| 2013/14   | Regionalliga Süd-West                             | 6.                |
| 2014/15   | Regionalliga Süd-West                             | 3.                |
| 2015/16   | Regionalliga Süd-West                             | Vizemeister       |
| 2016/17   | Regionalliga Süd-West                             | Meister           |
| 2017/18   | Regionalliga Süd-West                             | 5.                |
| 2018/19   | Regionalliga Süd-West                             | Vizemeister       |
| 2019/20   | Regionalliga Süd-West                             | Hauptrundensieger |
| 2020/21   | Regionalliga Süd-West                             | nicht ausgespielt |
| 2021/22   | Regionalliga Süd-West                             | 2. der Hauptrunde |
| 2022/23   | Regionalliga Südwest                              | Meister           |
| 2023/24   | Regionalliga Südwest                              | Vizemeister       |
| 2024/25   | Baden-Württemberg-Liga                            |                   |

### 2. Mannschaft
| Saison  | Liga                                              | Platz   |
| ------- | ------------------------------------------------- | ------- |
| 2006/07 | Landesliga Baden-Württemberg Rheinland-Pfalz-Liga |         |
| 2007/08 | Landesliga Baden-Württemberg Rheinland-Pfalz-Liga |         |
| 2008/09 | Rheinland-Pfalz-Liga                              | 3.      |
| 2009/10 | Rheinland-Pfalz-Liga                              | 6.      |
| 2010/11 | Rheinland-Pfalz-Liga                              | 3.      |
| 2011/12 | Bezirksliga Rheinland-Pfalz                       | 2.      |
| 2012/13 | Bezirksliga Rheinland-Pfalz                       | Meister |
| 2013/14 | Bezirksliga Rheinland-Pfalz                       | Meister |
| 2014/15 | Bezirksliga Rheinland-Pfalz                       | 4.      |
| 2015/16 | Rheinland-Pfalz-Liga                              | 5.      |
| 2016/17 | Landesliga Baden-Württemberg                      | 6.      |
| 2017/18 | Landesliga Baden-Württemberg                      | 8.      |

Quelle: icehockeypage.de

## Weitere Vereine
- Eishockeyoldies Zweibrücken
- Eissportclub „Huskies“ Zweibrücken
- AFJHC Zweibrücken